# Fond diffus de rayons X
Le fond diffus de rayons X  (en anglais, X-ray background) est le nom donné à un rayonnement électromagnétique observé dans le ciel et dont le pic d'émission est situé dans le domaine des rayons X. Son spectre électromagnétique va des rayons X mous, d'origine galactique, aux rayons X durs, dont l'origine se trouve dans des sources près de la Voie lactée. 
C'est dans les années 1960 que les astronomes mettent en évidence que l'Univers baigne dans les rayons X, ce qu'on appelle aujourd'hui le « fond diffus de rayons X ». Par la suite, les satellites d'observation HEAO-1 (en service de 1977 à 1979), HEAO-2 (en service de 1978 à 1981) et EXOSAT (en service de 1983 à 1986) observent les émissions de rayons X. Ils permettent de déterminer que ce rayonnement provient de multiples sources. 
Dans les années 2000, les données du télescope spatial Chandra permettent d'affirmer que la majorité des sources des rayons X sont des naines blanches situées près du plan galactique. D'autres satellites (XMM-Newton, ROSAT, ASCA, BeppoSAX) ont permis de préciser l'origine des sources en fonction de l'intensité des rayons X (mous, moyens ou durs).